# Euciroa crassa
Euciroa crassa is een tweekleppigensoort uit de familie van de Euciroidae. De wetenschappelijke naam van de soort is voor het eerst geldig gepubliceerd in 1931 door Thiele & Jaeckel.